# Ștefan Birtalan
Ștefan Birtalan (n. 25 septembrie 1948, Zalău, România – d. 27 mai 2024, București, România) a fost un handbalist român de etnie maghiară care a făcut parte din lotul echipei naționale de handbal a României, medaliată cu argint olimpic la Montreal 1976 și cu bronz olimpic la München 1972 și Moscova 1980.
În anii 1974, 1976 și 1977 a primit titlul de cel mai bun sportiv al României. A marcat 993 de goluri pentru echipa României.

## Studiile
A făcut liceul la Jibou. Mama sa s-a numit Valeria, iar tatăl sau István.

## Cariera de jucător

### Echipe de club
Ștefan Birtalan s-a mutat împreună cu părinții la Jibou pe când avea nouă ani. Fiind un polisportiv, Birtalan a practicat, în liceu, atât handbalul, cât și voleiul, baschetul și atletismul, fiind ajutat de statura sa impunătoare (la 1,95 m, era cel mai înalt elev al liceului). A debutat la formația Rapid CFR Jibou la vârsta de șaisprezece ani, în 1964, evoluând în Campionatul Regional Cluj.
În 1966 Birtalan a ajuns la Baia Mare, la Școala Tehnică de Construcții. Neștiind că în Baia Mare există o echipă de handbal, Birtalan a jucat volei la "U" Explorări, în prima ligă, însă a ajuns până la urma din nou la handbal, la Minerul Baia Mare. Pe atunci, formația evolua în campionatul regional. În două sezoane, formația a promovat, mai întâi, în "B", iar apoi în Divizia A, cu Birtalan în echipă. Acesta a fost aproape să nu fie primit la echipa băimăreană de către antrenorul Ion Tegeu, care declara că „jucătorii înalți sunt prostănaci”. Până la urmă, Birtalan l-a impresionat pe acesta, și a rămas la Baia Mare până în 1970. Tot la Baia Mare și-a cunoscut și actuala nevastă, care l-a confundat, mai întâi, cu Gheorghe Gruia, pe care Birtalan îl consideră cel mai mare handbalist român din toate timpurile.
În anul 1970, a ajuns la HC Steaua București, după ce a fost curtat și de marea rivală bucureșteană, Dinamo. A ales Steaua pentru a scăpa de stagiul militar și a rămas la formația bucureșteană până în 1985 (cu o singură întrerupere, între 1981 și 1983, când a evoluat pentru „satelitul” Stelei, Independența Carpați Mârșa.
La clubul militar a reușit succese importante, cum ar fi câștigarea de nu mai puțin de douăsprezece ori a titlului de campion al României la handbal și, mai important, Cupa Campionilor Europeni în 1977, după o finală în care bucureștenii au depășit, cu 21-20, campioana Uniunii Sovietice, ȚSKA Moscova. Era a doua finală de Cupă a Campionilor pentru Birtalan, după cea pierdută în 1971.
La Independența Carpați Mârșa, Birtalan a fost trimis împreună cu coechipierii săi Werner Stöckl și Gavril Kicsid. În primul sezon a reușit promovarea cu această echipă în prima divizie, iar apoi, în primul sezon în Divizia A, Carpați Mârșa a ocupat onorabilul loc 3, iar Birtalan a devenit golgheter al campionatului, la 34 de ani.
A fost readus imediat la Steaua, alături de care a mai câștigat două titluri de campion național, ultimul dintre ele la vârsta de 37 de ani. După ce în 1984 a fost aproape de a pleca la Grasshoppers Zürich, însă transferul nu s-a mai realizat deoarece se bănuia că Birtalan va pleca definitiv din țară, handbalistul a părăsit România în 1985, cu ajutorul lui Cristian Gațu, la Follonica, o echipă din liga secundă italiană.
La Follonica a fost antrenor-jucător și a reușit, în meciul decisiv al echipei sale pentru promovarea în prima ligă, un veritabil record mondial, marcând nu mai puțin de 34 de goluri din cele 39 ale formației sale. Acesta a fost apostrofat de conducătorul clubului după meci, deoarece acesta îl sfătuise înainte de partidă să nu se omoare prea tare cu firea. Abia după meci a înțeles că acesta nu avea destui bani pentru a ține echipa în primul eșalon.

## Echipa națională
Ștefan Birtalan a debutat în 1966 la echipa națională de juniori, pentru care a evoluat în două partide. A urmat apoi o la fel de scurtă trecere la naționala de tineret - unde a evoluat în alte patru partide - înainte de a ajunge, în 1968, la vârsta de doar 20 de ani, la echipa națională de handbal a României.
Primul succes al lui Birtalan la echipa națională a venit repede, în 1970, la Campionatul Mondial jucat în Franța. Încă nu era un om de bază în echipa lui Nicolae Nedef, ceea ce s-a văzut și la al doilea succes al lui Birtalan sub tricolor, la Jocurile Olimpice din 1972, când România a câștigat bronzul, însă Birtalan a evoluat în doar o singură partidă.
În 1974 Ștefan Birtalan avea să fie unul din artizanii victoriei de la Campionatul Mondial jucat în Republica Democrată Germană. Ștefan Birtalan avea să fie și golgheterul competiției, marcând 43 de goluri, cu două mai multe decât ocupantul locului secund, japonezul Yoji Satohi, și cu 12 mai multe decât ocupantul poziției a treia, sovieticul Vladimir Maximov, viitorul campion olimpic de la Montreal.
A urmat perioada de invincibilitate a României, care între 1974 și 1977 nu a pierdut decât un singur meci, dar acela în finala competiției de handbal masculin din cadrul Jocurilor Olimpice de la Montreal, finala pierdută împotriva Rusiei, scor 19-15. Totuși, Ștefan Birtalan a ieșit din nou golgheterul competiției, cu 32 de goluri marcate în 6 partide.
În 1980 a participat la cea de-a treia ediție a Jocurilor Olimpice, și s-a întors din nou cu o medalie, de data aceasta de bronz. În schimbul ei, a marcat 23 de goluri în cele șase partide. S-a retras de la națională în 1982, după ce a mai fost chemat la Campionatul Mondial din acest an datorită evoluțiilor excelente de la Independența Carpați Mârșa.

## Carieră de antrenor
Cariera de antrenor și-a început-o în Italia, unde a fost antrenor-jucător, iar apoi, la întoarcerea în România, a fost secundul lui Radu Voina la echipa Steaua. În paralel, a fost antrenor la echipa națională masculină de handbal - tineret. A devenit principal la Steaua în 1991, după plecarea lui Voina, rămânând la roș-albaștri până în 1994.
După aceea a ajuns în Qatar, unde a fost antrenorul coordonator al tuturor echipelor naționale de handbal ale acestei țări. Ironizat de către unele persoane din țară, care declarau că "a plecat să antreneze la cămile", Birtalan a reușit performanța ca, la campionatul de tineret din Argentina, din anul 1995, să reușească să învingă naționala României.
S-a întors apoi în țară, activând din nou ca principal la Steaua între 1999 și 2002, echipă cu care a mai reușit să câștige două titluri de campion și două cupe ale României, în 2000 și 2001. În 2002 a renunțat la antrenorat, din cauza unor probleme de sănătate, și a fost cooptat în staff-ul de conducere al secției de handbal a Stelei.

## Palmares

### Ca jucător
- Campion mondial la handbal (de două ori): 1970 și 1974
- Vice-campion olimpic (o dată): Montreal 1976
- Bronz Olimpic (de două ori): Munchen 1972, Moscova 1980
- Câștigător al Cupei Campionilor Europeni la Handbal (o dată, cu Steaua): 1977
- Campion al României (de 12 ori, cu Steaua): 1971, 1972, 1973, 1974, 1975, 1976, 1977, 1979, 1980, 1981, 1984, 1985
- Câștigător al Cupei României (de 2 ori, cu Steaua): 1981, 1985
- Campion mondial universitar (de 2 ori): 1973, 1975
- Golgheter al Campionatului Mondial (o dată): 1974 (43 de goluri)
- Golgheter al Jocurilor Olimpice (o dată): 1976 (34 de goluri)
- Cel mai bun handbalist al lumii (de 3 ori): 1974, 1976 și 1977
- Cel mai bun sportiv român (de 3 ori): 1974, 1976, 1977
- Maestru emerit al sportului: 1974
- Inclus în topul celor mai buni handbaliști din toate timpurile pe locul VII.

### Ca antrenor
- Campion al României (de 6 ori, cu Steaua) : 1987, 1988, 1989, 1990, 2000, 2001
- Cupa României (de 3 ori, cu Steaua) : 1990, 2000, 2001

## Distincții
- Ordinul Muncii clasa I (29 martie 1974) „pentru comportarea remarcabilă și ocuparea locului I la Campionatul mondial de handbal masculin – ediția 1974 –, precum și pentru contribuția deosebită adusă la dezvoltarea acestui sport și la creșterea prestigiului sportului românesc pe plan internațional”[4]
- Ordinul „Meritul Sportiv” clasa a II-a (18 august 1976) „pentru rezultatele deosebite obținute la Jocurile olimpice de vară de la Montreal – 1976, precum și pentru contribuția adusă la dezvoltarea activității sportive și la creșterea prestigiului sportului românesc pe plan internațional”[5]
- Ordinul „Meritul Sportiv” clasa a III-a (15 aprilie 1981) „pentru rezultatele deosebite obținute la Jocurile olimpice de vară de la Moscova — 1980, precum și pentru contribuția adusă la dezvoltarea activității sportive și la creșterea prestigiului sportului românesc pe plan internațional”[6]